# Мусаніф Февзі Абдулла
Февзі Абдулла Мусаніф (крим. Fevzi Abdulla Musanif; село Ґолюмбей Таврійської губернії, 1904 — 17 квітня 1938, Сімферополь) — голова Кримколгоспспілки, народний комісар землеробства Кримської АРСР. Його заарештували у «справі Самедінова». Розстріляно 17 квітня 1938 року.

## Життєпис
Народився в селі Ґолюмбей Таврійської губернії 1904 року в сім'ї мудериса (вчителя), який закінчив духовну школу медресе в Туреччині і працював в бахчисарайському медресе Зинджирли.
У 1920 році закінчив Сімферопольську учительську семінарію.
У 1921—1922 роках — інструктор Бахчисарайського райкому комсомолу.
У 1925-1926 роках — вчитель та директор татарської школи.
У 1925 році закінчив Комуністичний університет трудящих Сходу.
Член ВКП(б) із 1926 року.
У 1926—1927 роках — викладач технікуму, завідувач Кримполітпросвіту.
У 1927—1930 рр. — викладач обласної партійної школи. У 1930—1931 роках — завідувач агітпропу Керченського райкому ВКП(б). У травні-червні 1931 року 1-й секретар Карасубазарського райкому ВКП(б).
У 1931—1934 роках — голова Кримколгоспспілки.
Крім того, займався перекладами праць Маркса, Енгельса та Леніна з російської на кримськотатарську мову.
З 1934 по 1937 рік обіймав посаду народного комісара землеробства Кримської АРСР.

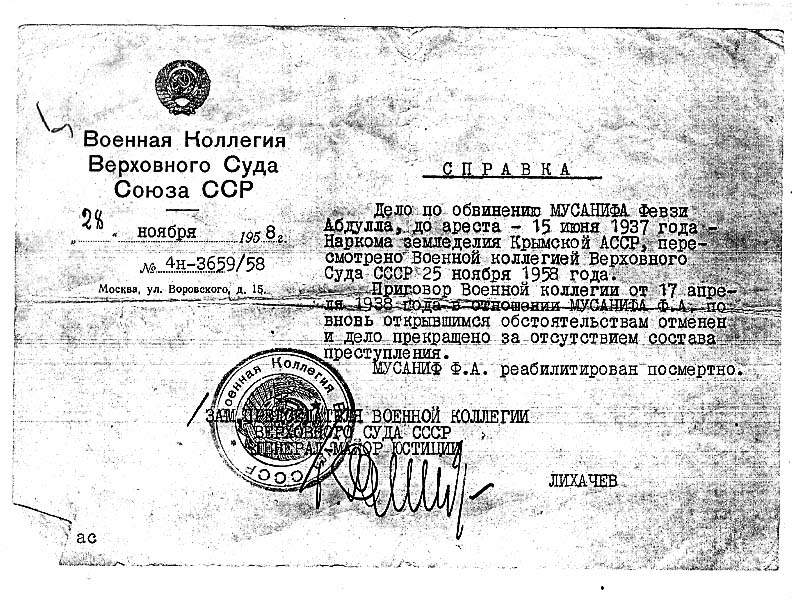
Довідка про реабілітацію Ф. Мусаніфа

14 червня 1937 року заарештований за звинуваченням у тому, що він з 1925 року був активним учасником антирадянської національно-терористичної організації, що ставила собі за мету насильницьке повалення радянської влади, відторгнення Криму від СРСР та встановлення буржуазно-націоналістичного ладу, звинувачувався у зв'язках із Мамутом Недімом та Асаном Айвазовим, участь у куркульському бандитизмі, зараженні 10–12 тисяч коней сапом (інфекційне захворювання).
У грудні 1937- року було затримано його дружину Едіє (засуджено у серпні 1938 на вісім років як «члена сім'ї зрадника батьківщини», відправлена до Карлаґу, Казахстан).
У суді винним не визнав себе. Засуджений за статтями 58-6, 58-7, 58-8 та 58-11 КК РРФСР. Розстріляний 17 квітня 1938 року в Сімферополі. Справу за звинуваченням було переглянуто Військовою колегією Верховного Суду СРСР 25 листопада 1958 року. В довідці про реабілітацію сказано: «Через відсутність складу злочину вирок від 17 квітня 1938 року скасовано. Февзі Мусаніф реабілітований посмертно».